# Jan Gebauer
Jan Gebauer (ur. 8 września 1838 w Ubislavicach, zm. 25 maja 1907 w Pradze) – czeski filolog i językoznawca, profesor filologii czeskiej i słowiańskiej na Uniwersytecie w Pradze, w roku akademickim 1899-1900 rektor uczelni.
Ukończył gimnazjum w Jiczynie. Początkowo studiował teologię, ale po trzech semestrach zmienił kierunek na lingwistykę. Poznawał filologię słowiańską, niemiecką, klasyczną i indoeuropejską. Gebauer był twórcą nowej gramatyki czeskiej i nowoczesnego sposobu historycznych badań naukowych w dziedzinie czeskiego językoznawstwa. Był autorem nieukończonego „Słownika języka staroczeskiego” (Slovník staročeský) i „Historycznej gramatyki języka czeskiego” (Historická mluvnice jazyka českého). Z profesorem Tomaszem G. Masarykiem zwycięsko przeprowadził naukowo-literacką kampanię przeciw autentyczności rękopisów królowodworskiego i zielonogórskiego, uważanych dawniej za najstarszy zabytek literatury czeskiej, a w rzeczywistości będących falsyfikatami z okresu odrodzenia narodowego (początek XIX wieku).
W 1900 r. przyznano mu tytuł doktora honoris causa Uniwersytetu Jagiellońskiego.